# Barajas (distrito)
Barajas é um distrito da cidade espanhola de Madrid. Tem uma superfície de 42,66 km² e conta com 43.423 habitantes. É neste distrito que se encontra o Aeroporto Internacional de Barajas, um dos mais movimentados do mundo.

## Bairros
Este distrito está dividido em cinco bairros:
- Aeropuerto
- Alameda de Osuna
- Casco Histórico de Barajas
- Corralejos
- Timón

## Património
- El Capricho
- Castelo da Alameda
- Parque Juan Carlos I